# Rosa viarum
Rosa viarum är en rosväxtart som beskrevs av A.K.Skvortsov. Rosa viarum ingår i släktet rosor, och familjen rosväxter. Inga underarter finns listade i Catalogue of Life.